# Ульмен
Ульмен (нім. Ulmen) — місто в Німеччині, розташоване в землі Рейнланд-Пфальц. Входить до складу району Кохем-Целль. Центр об'єднання громад Ульмен.
Площа — 28,62 км2. Населення становить 3377 ос. (станом на 31 грудня 2020).

## Уродженці
- Ламберт Брост (1835—1909) — член Асамблеї Вісконсіна.